# Михайловка (Асиновский район)
Миха́йловка — деревня в Асиновском районе Томской области, Россия. Входит в состав Новониколаевского сельского поселения.

## География
Деревня сильно вытянулась вдоль русла реки Кужербак.

## История
Основана в 1896 г. В 1926 году состояла из 78 хозяйств, основное население — русские. В административном отношении входила в состав Ново-Николаевского сельсовета Ново-Кусковского района Томского округа Сибирского края.

## Население
| 1926 | 1939 | 1959 | 1970 | 1979 | 1989 | 2002 |
| ---- | ---- | ---- | ---- | ---- | ---- | ---- |
| 402  | ↘342 | ↘239 | ↘195 | ↘135 | ↘123 | ↘115 |
| 2010 | 2012 | 2013 | 2014 | 2015 | 2019 | 2021 |
| ↘92  | ↗95  | ↘92  | ↘90  | ↘86  | ↘84  | ↘61  |

## Социальная сфера и экономика
В деревне работает центр досуга.
В Михайловке действуют сельпо и несколько частных хозяйств, работающих в сферах лесозаготовок, деревообработки и сельского хозяйства.